# 米婭·卡莉法
米婭·卡莉法（阿拉伯语：ميا خليفة，1993年2月10日—），是一位黎巴嫩裔美国媒体人、前女性成人片演員兼网络模特。三圍是34DD、26、40。
米婭·卡莉法生於黎巴嫩貝魯特，于2001年与家人移居美国。她于2014年10月进入色情行业，两个月后成为Pornhub上观看次数最多的演員。她的职业选择引起争议，因为在一部影片中，她戴着头巾参与了一场三人群交；这一场景让卡莉法瞬间走红，同时也受到作家和宗教人物的批评。2015年，卡莉法被选为Pornhub上的“第一名色情明星”。2017年1月，xHamster报告称她是2016年最受欢迎的成人女演员。2018年，她成为Pornhub上搜索次数最多的女演员。
退役后，卡莉法开始了一项新事业，成为社交媒体人、网络模特和体育评论员。

## 早年
卡莉法出生在黎巴嫩的贝鲁特，成长于一个她形容为“非常保守”的天主教家庭。她在贝鲁特的一所法语私立学校接受教育，在那学会了英语。2001年，她随家人移居美国，离开了因南黎巴嫩冲突而被迫离开的家园。
搬到美国后，她的家庭定居在马里兰州蒙哥马利县，她在高中时参加了长曲棍球比赛。她表示在学校因为是“最黑暗和最奇怪的女孩”而受到欺负，911事件后这种情况更加严重。
她曾就读于弗吉尼亚州伍德斯托克的Massanutten Military Academy，后来从德克萨斯大学埃尔帕索分校毕业，获得历史学文学士学位。在校期间，她通过在当地游戏节目中担任调酒师、模特和“公文包女郎”来维持自己的生计。

## 色情演员活動
米娅于2014年10月进入专业色情电影行业。她的艺名取自她的狗米娅（Mia）和美国说唱歌手威兹·卡利法（Wiz Khalifa）的名字。
她在一部Bang Bros的场景中戴着头巾参与三人行，引起了广泛关注。这使她迅速走红，同时也受到作家和宗教人物的批评，导致父母公开与她断绝关系。xHamster的副总裁亚历克斯·霍金斯表示：“这在阿拉伯世界引起的愤怒最终成为了‘斯特莱桑效应’。突然间，每个人都在搜索她。尝试审查她的努力只让她更加无处不在。”22岁的卡莉法凭借超过150万次的观看成为成人视频分享网站Pornhub上搜索次数最多的表演者。她曾在接受BBC訪談中表示，當時曾向劇組抗議：「你們會害我被殺的！」但劇組人員只是狂笑而不理會。
2018年12月28日，Pornhub透露她是其网站上排名第一的表演者。在成为Pornhub上搜索次数最多的女演员后，卡莉法收到了网络死亡威胁，包括一张被伊斯兰国行刑者扣押的卡莉法的图像和一条警告称她将是“地狱火中的第一人”，对此她开玩笑回应道：“最近我正想做美黑呢。”黎巴嫩的报纸发表了批评卡莉法的文章，但她认为这在该地区的其他事件中相对微不足道。
在接受《华盛顿邮报》采访时，卡莉法表示，有争议的场景是讽刺的，应该以这种方式来理解，她声称好莱坞电影中描绘的穆斯林形象比任何色情电影导演都更为负面。在公开为她成为成人演员辩护的人中，英国黎巴嫩裔作者纳斯里·阿塔拉尔发表了自己的看法，他表示：“道德愤怒……有两个原因是错误的。首先，作为一个女性，她有权自由决定如何处理自己的身体。作为一个拥有自主权的有思想的人，居住在世界另一端的她有责任主宰自己的生活，对她所生于的国家毫不欠任何东西。”卡莉法说：“如果黎巴嫩美籍的一位不再居住在那里的色情明星能够引起如此大的轰动，那么黎巴嫩对妇女权利的看法还有很长的路要走。我曾经向人们夸耀的是中东地区最西化的国家，现在我看到它是一个令人震惊的过时和受压迫的国家。”
根据Pornhub的数据，从2015年1月3日到6日，对卡莉法的搜索增加了五倍。约四分之一的搜索来自黎巴嫩，另有大量搜索来自附近的叙利亚和约旦。黎巴嫩啤酒厂Almaza推出了一则广告，展示了一瓶他们的啤酒旁边放着卡莉法的标志性眼镜，标语是：“我们都是18+评级。”在2015年1月，流行说唱二人组Timeflies发布了一首名为《Mia Khalifa》的歌，向她致敬。
2015年1月，卡莉法与Bang Bros的母公司WGCZ Holding签署了一份长期合同，后者还拥有最大的免费色情网站XVideos。合同要求她每月参演多部影片。然而，两周后，卡莉法改变主意并辞职。她因全球关注而受到的负面关注促使她离开这个行业：“这对我是一种启示。我不想要这一切，无论是积极的还是消极的，但所有的都是负面的。我没有过多考虑这一切对我的朋友、家人和人际关系的影响。”WGCZ Holding拥有一个以她的艺名为域名的网页，卡莉法表示这个网页没有向她支付权利费，尽管其中使用了她的第一人称陈述。
在2016年7月接受《华盛顿邮报》采访时，卡莉法表示她只在色情行业工作了三个月，一年前就离开了这个行业，转而从事一个“更正常的工作”。她说：“我想那是我的叛逆阶段。那并不是真的适合我。我变得更聪明了，试图与那个阶段保持距离。”她说在停止拍摄场景后，她继续在Bang Bros担任网络模特工作了十一个月，直到Complex Networks提出让她主持一档体育节目。一位曾经成为DJ的前演员卡特·克鲁斯批评卡莉法在远离她之前的职业时，强化了对性工作者的社会污名。
2017年1月，xHamster报告称卡莉法是2016年最受欢迎的成人女演员。2018年，离开行业三年后，她仍然是Pornhub上排名第二的人物。2019年8月，卡莉法表示她在色情行业工作时挣了12,000美元，每场估计1,000美元，这是行业制片公司的标准承包商报酬，根据成人娱乐行业新闻网站XBIZ的总裁兼出版商亚历克·赫尔米的说法，她并没有从BangBros或Pornhub等上传视频的免费网站那里获得剩余收益。尽管PornHub没有说明卡莉法的视频为该网站带来多少收入，但根据Social Blade首席执行官杰森·乌尔戈于2019年基于每次观看的类似YouTube的广告收入的估算，如果她是PornHub的合作伙伴，她可能赚了超过50万美元。
2020年7月，超过150万人签署了Change.org请愿书，呼吁删除她的视频，使其无法在Pornhub和BangBros等网站上观看，并要求返还她的互联网域名。BangBros给她寄了一封停止侵权的信，并设立了一个网站来反驳她对该公司的说法。BangBros表示卡莉法从他们及其关联公司那里赚取了超过178,000美元，且在成人行业工作了两年以上。

## 私生活
2020年6月11日，與瑞典名廚罗伯特·桑伯格（Robert Sadberg）結婚，並在2021年7月21日分居。

## 逸事
2018年，她觀看一場冰上曲棍球賽事時遭冰球擊中左胸，其乳房植體破裂。

## 其他
被視為佛羅里達州立大學球隊「非官方吉祥物」。
在Youtube及各類影音平台上有多首以米婭·卡莉法為名的電音流行歌曲。

## 外部連結
- 米婭·卡莉法的Facebook專頁
- 米婭·卡莉法的Instagram帳戶
- Biography Mia Khalifa （页面存档备份，存于）
- Mia Khalifa传记 （页面存档备份，存于）